# Neil Dawson

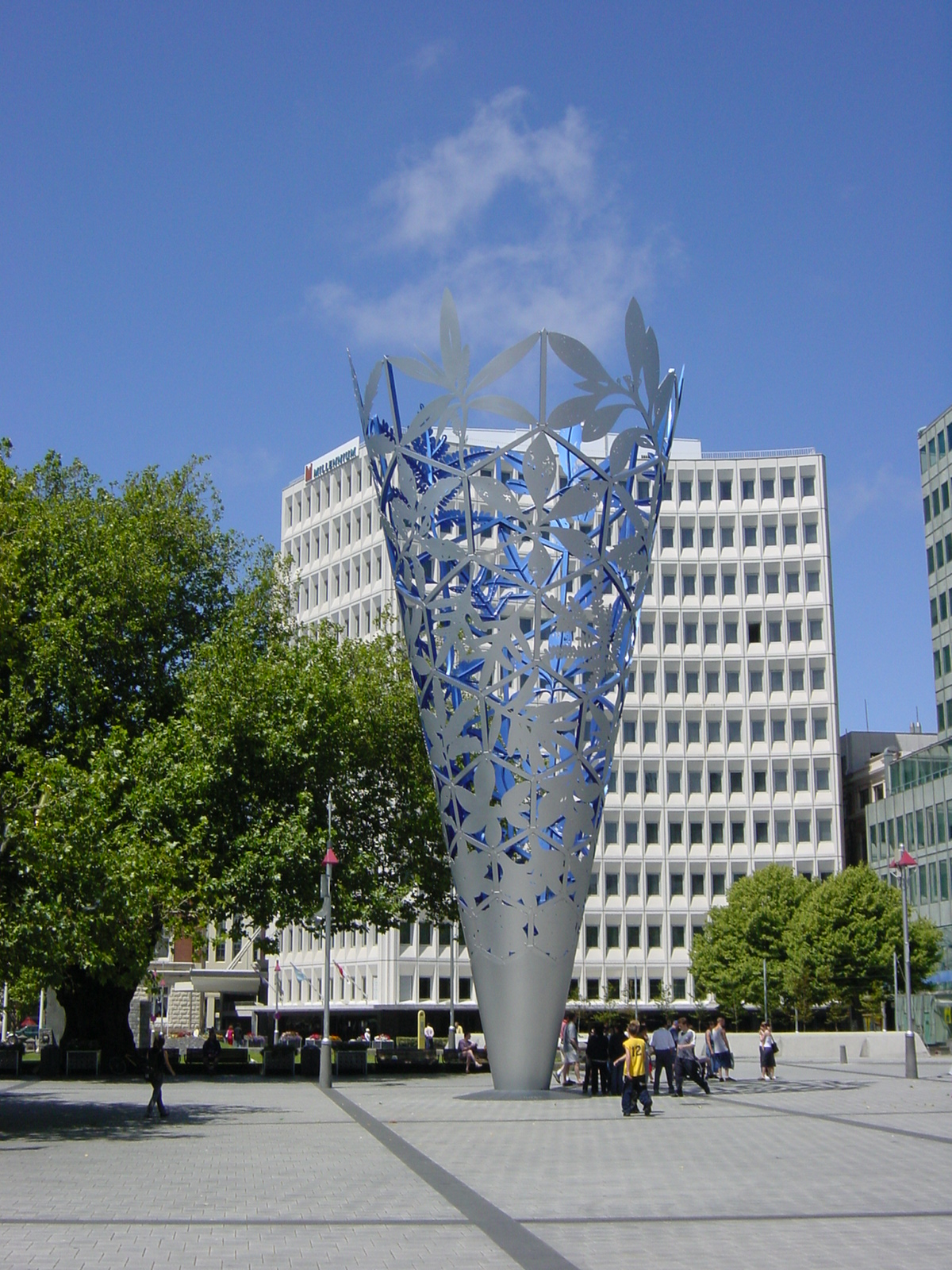
Chalice (2000/2001) in Christchurch

Neil Dawson (Christchurch, 1948) is een Nieuw-Zeelandse beeldhouwer.

## Leven en werk
Neil Dawson volgde van 1966 tot 1969 een beeldhouwopleiding bij Tom Taylor en Eric Doudney aan de School of Art van de University of Canterbury in Christchurch. Hij voltooide zijn opleiding van 1970 tot 1973 aan het Victoria College of Art in Melbourne (Australië). Van 1975 tot 1983 was hij docent tekenen en ontwerpen aan de Christchurch Polytechnic. In 1978 had hij zijn eerste expositie in de Brook Gifford Art Gallery in Christchurch. Hij maakte in 1979 zijn eerste installatie Seascape voor de Robert McDougall Art Gallery.

## Werken (selectie)
- The Rock (1984), Bank of New Zealand in Wellington
- Moon Illusion (1985) in Christchurch
- Sphere/Globe (1989), Centre Georges Pompidou in Parijs voor de expositie Magiciens de la Terre
- Echo (1990), Christchurch Arts Centre
- Lit LeWitt (1994), University of Canterbury in Christchurch
- Ferns (1998), Civic Square in Wellington
- Feathers and Skies (2000), Olympic Stadium in Sydney (een sculptuur boven de entree van het stadion)
- Chalice (2001), een 18 meter hoge sculptuur op Cathedral Square in Christchurch ter gelegenheid van de millenniumviering en het 150-jarig bestaan van Christchurch en Canterbury
- Diamonds (2002), National Gallery of Australia in Canberra
- H2O (2005), Lincoln University
- Raindrops en Wellsphere (2005) in Manchester
- Canopy, Queensland Art Gallery in Brisbane
- Vanishing Stars in Kuala Lumpur
- Other People's Houses in het Connells Bay Sculpture Park bij Auckland
- Birds of a Feather in het Tsing Yi Station in Hongkong

## Fotogalerij

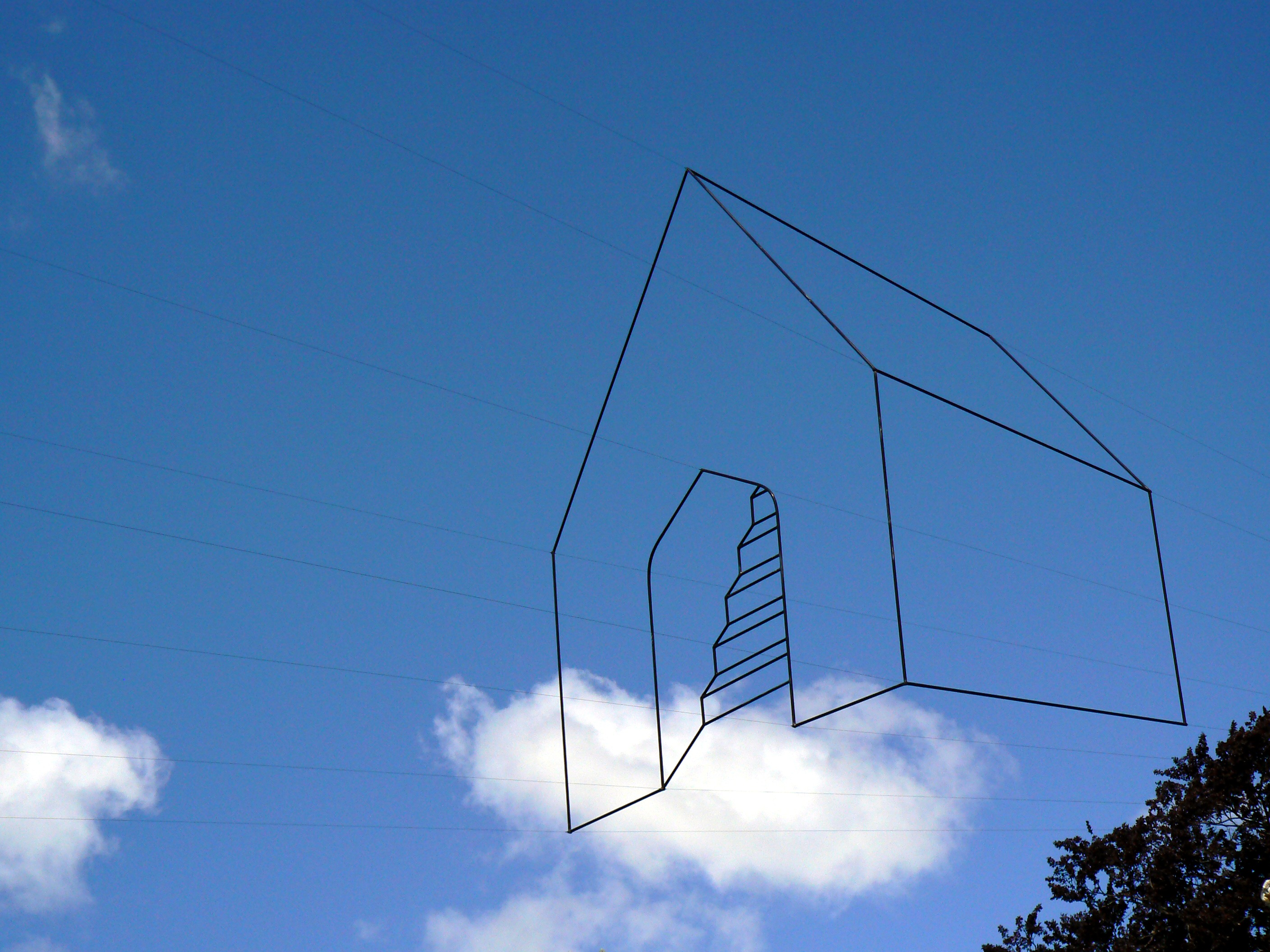
Echo in Christchurch
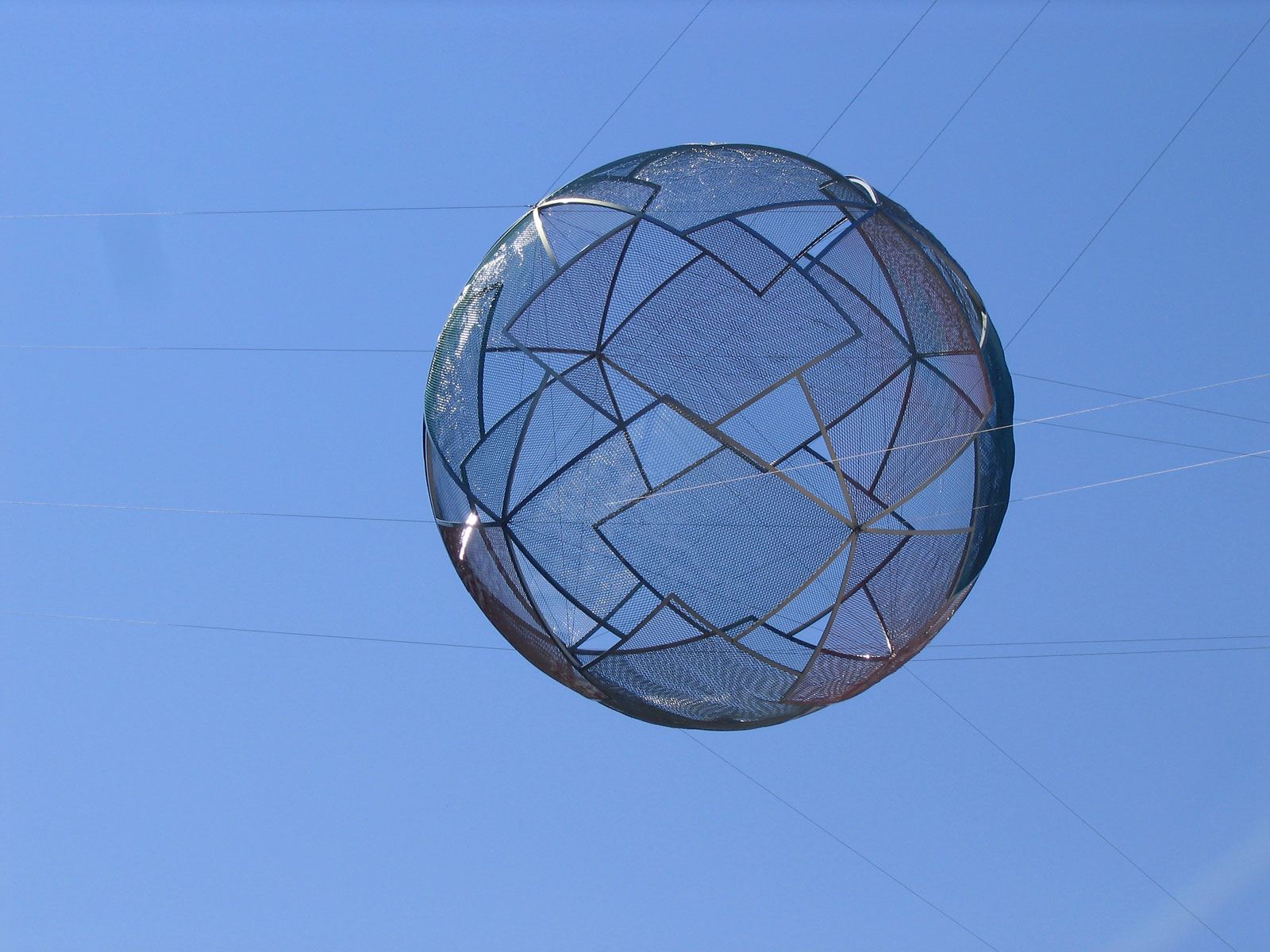
Diamonds in Canberra
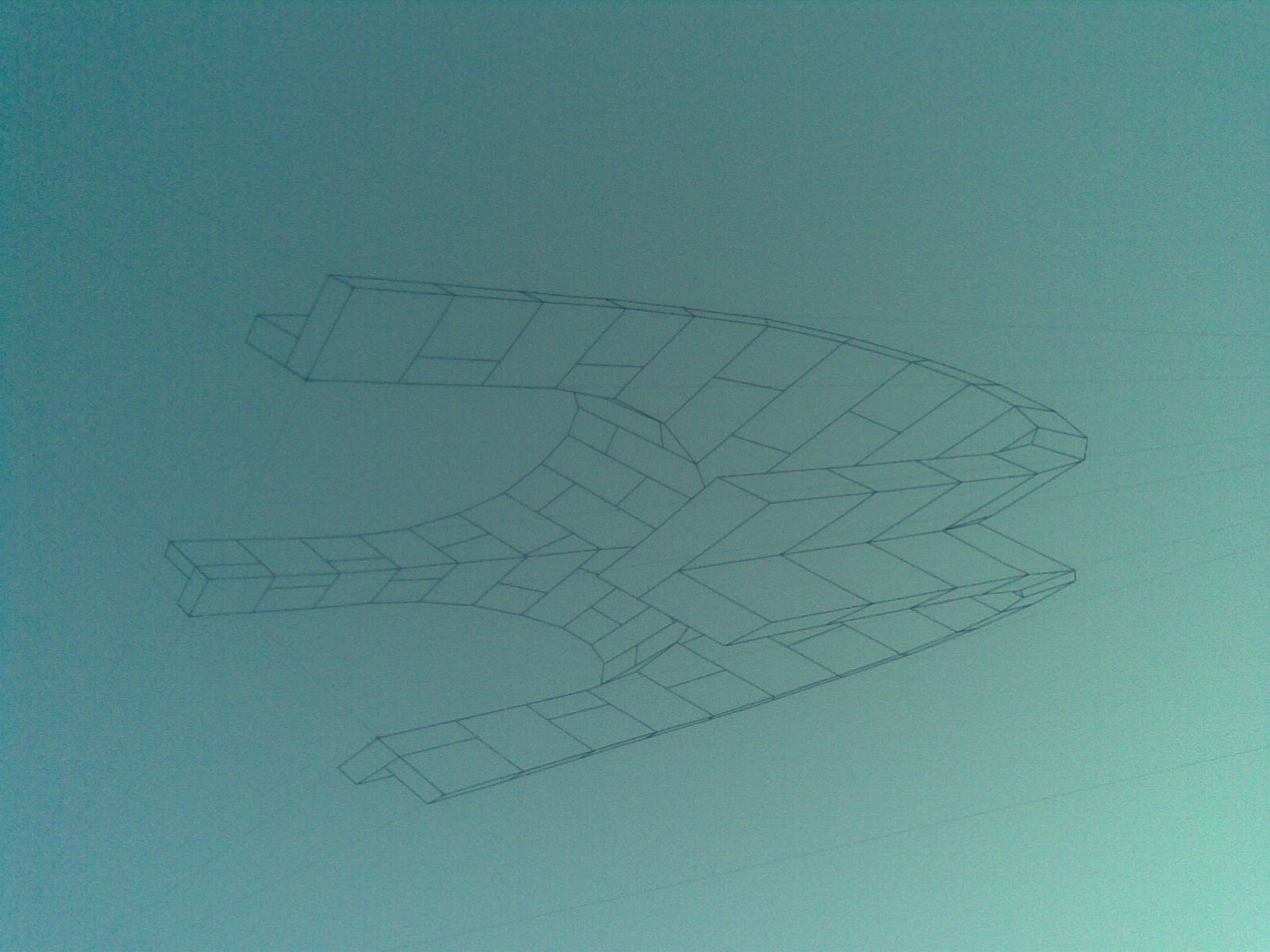
Canopy in Brisbane
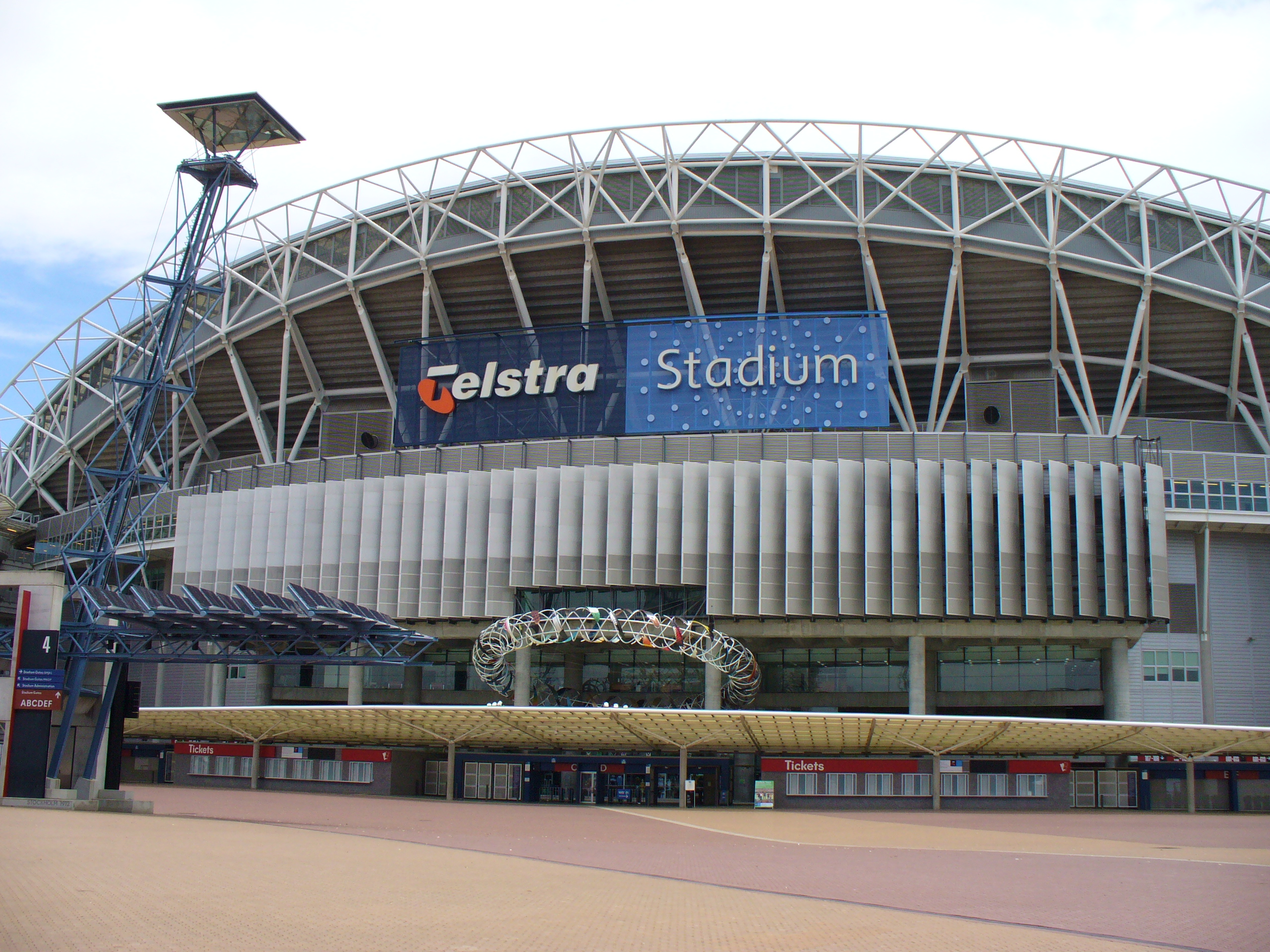
Feathers and Skies in Sydney